# Пятницкая церковь в Толпине
Храм великомученицы Параскевы Пятницы — православный храм Рязанской епархии, освящённый в честь великомученицы Параскевы Пятницы. Снесён в 1935 году.

## Описание
Вопрос о времени построения в Толпино храма во имя святой великомученицы Параскевы Пятницы в Толпинском городище не выяснен. В 1237 году Толпинское городище и церковь были разрушены. Позже церковь вновь была отстроена. Во время смуты церковь вновь была разорена. Восстановили её спустя несколько десятилетий Ляпуновы. Храм неоднократно перестраивался. Последний капитальный ремонт церкви был произведен во второй половине XVII века.
9 апреля 1929 года сельсовет деревни Рог принял решение о сносе церкви. В декабре 1933 года, сразу после обследования Толпинского храма, директор Сапожковского краеведческого музея П. П. Стаханов подготовил доклад о Пятницкой церкви в Государственные центральные реставрационные мастерские при ВЦИК, в котором охарактеризовал Толпино как «военно-сторожевой и оборонный пункт Рязанских княжеств». При этом в «Акте осмотра» П. Стаханов говорил о высоких художественных достоинствах этого уникального памятника церковной архитектуры и доказывает целесообразность его реставрации как памятника истории и культуры. Кораблинский райисполком был неоднократно уведомлен о том, что здание Толпинской церкви имеет огромную историческую ценность, тем не менее, постановив закрыть её, он не только не принял никаких мер охраны памятника, но, как оказалось, предложил снос здания.
В 1935 году храм был взорван. Полученный строительный материал был направлен в колхоз имени Разина соседнего села Семион.
В Кораблинском краеведческом музее экспонируется плинфа (толщиной 3,5 см), найденная в середине 1960-х годов на месте Пятницкого храма. Кроме того, в последнее время были обнаружены белокаменные блоки Толпинской церкви, фрагменты белокаменного декора, рельефы из Деисусного чина.
Летом 2010 года во время осмотра фундамента колхозного строения в селе Семион был обнаружен барельеф с изображением святого, а также белокаменные тесаные блоки. Ранее аналогичные блоки уже находили в фундаменте скотного двора этого же села.
В настоящее время на месте храма установлен памятный крест.